# MacBeth Sibaya
MacBeth Sibaya (ur. 25 listopada 1977 w Durbanie) – południowoafrykański piłkarz występujący na pozycji pomocnika. Od 2011 roku gra w klubie Moroka Swallows.

## Kariera klubowa
MacBeth Sibaya zawodową karierę rozpoczynał w węgierskim zespole III. Kerületi TUE. Wcześniej jako junior trenował w Aston Villa Durban i Mpumalanga Youngsters. W sezonie 1998/1999 trafił do drużyny Jomo Cosmos, w barwach której zadebiutował w południowoafrykańskiej ekstraklasie. W Jomo Cosmos Sibaya pełnił początkowo rolę rezerwowego i rzadko kiedy dostawał szanse gry. Miejsce w podstawowej jedenastce wywalczył sobie podczas rozgrywek 2000/2001, kiedy to wystąpił w 27 ligowych pojedynkach.
W 2002 roku Sibaya przeprowadził się do Norwegii, gdzie został zawodnikiem Rosenborga Trondheim. Dla ekipy „Troillongan” rozegrał tylko sześć spotkań, jednak wraz z drużyną sięgnął po tytuł mistrza kraju. W 2003 roku Sibaya podpisał kontrakt z Rubinem Kazań i zajął z nim trzecią lokatę w tabeli rosyjskiej ekstraklasy. Od początku pobytu w zespole „Tatarów” Sibaya miał zapewnione miejsce w wyjściowym składzie. Podczas sezonu 2007 południowoafrykański piłkarz po raz setny wystąpił w barwach Rubina, natomiast w 2008 roku zdobył z nią tytuł mistrza kraju. W 2009 roku obronił z Rubinem tytuł mistrzowski.
W 2011 roku Sibaya przeszedł do Moroki Swallows.

## Kariera reprezentacyjna
W reprezentacji Republiki Południowej Afryki Sibaya zadebiutował 25 lutego 2001 roku w wygranym 2:1 spotkaniu przeciwko Malawi. W 2002 roku Jomo Sono powołał go do 23-osobowej kadry RPA na mistrzostwa świata. Na mundialu w Korei Południowej i Japonii popularni „Bafana Bafana” zajęli trzecie miejsce w swojej grupie i odpadli z turnieju. Na mistrzostwach Sibaya był podstawowym zawodnikiem drużyny narodowej i wystąpił we wszystkich trzech spotkaniach. W 2009 roku Sibaya wystąpił w Pucharze Konfederacji, gdzie RPA zajęło czwartą lokatę.